# ذبيبينة بخارية
ذبيبينة بخارية (الاسم العلمي: Moluccella bucharica) هي نوع من النباتات يتبع جنس الذبيبينة من الفصيلة الشفوية. سمي هذا النوع نسبة إلى مدينة بخارى التاريخية.